# 山内直通
山内 直通（やまのうち なおみち）は、戦国時代の武将。備後国甲山城主。
直通は出雲国の尼子氏、周防国の大内氏、安芸国の毛利氏との間で独立を保った。直通の妹婿である塩冶興久や渡辺通など、近隣諸国からの亡命者の多くが直通の下で保護されている。

## 生涯
備後山内氏は備後の国人。
山内豊成の子として誕生。文明15年（1483年）9月26日、父・豊成から11か所の所領を本領地として譲られ、請地として下村栖真院領、三ヶ村同院領など4か所を譲られた。また、同年9月吉日付で、山内氏に伝わる判物や譲状など15通も譲られている。これを受けて、同年12月26日、備後国守護の山名政豊が、直通（当時は幸松丸）に備後国と播磨国の諸所領を安堵した。その後も守護の山名氏と書状の遣り取りをしているが、次第に山名氏の勢力は後退し、大永年間には大内氏に取って代わられている。
大永7年（1527年）、和智豊広が大内義興に背いたため、直通も大内義興の和智氏討伐に参陣する。同年9月に直通の調略を受けて和智氏は再び大内氏へと帰属した。天文元年（1532年）、尼子経久とその三男・塩冶興久が所領を巡って争い、敗れた興久は義兄の直通を頼って甲山城に落ち延び、直通は興久を匿った。これに対し尼子経久は天文3年（1534年）に尼子氏家臣の黒正甚兵衛を派遣して興久の引き渡しを直通に要求した。直通は興久に対する義理や情誼によって応諾することが出来なかったが、そのこと察した興久は直通に謝して自害した。直通は興久の首を尼子氏に引渡して和睦したが、これ以降山内氏と尼子氏の関係は一層疎隔することとなった。
山内氏と尼子氏の関係が悪化したことを察知した毛利元就は、家臣の志道刑部大輔（後の口羽通良）を直通に接近させ親睦を深めた。志道刑部大輔は直通に対して偏諱を再三懇請し、「通」の偏諱から「通良」と名乗るようになる。また、毛利氏の家督争いで相合元綱を擁立しようとして誅殺された渡辺勝の遺児・渡辺通が母と共に直通の家臣に保護され、直通の下で元服した。渡辺通は武勇の誉れが高かったため直通は気に入っており、諱の「通」も直通からの偏諱であった。山内氏と毛利氏の関係が近くなったことで、直通は渡辺通が毛利氏に復帰し家名を存続できるよう元就に依頼した。元就は渡辺氏再興に前向きではなかったが、山内氏を懐柔する上で無視できず、ただちに渡辺通の毛利氏復帰と渡辺氏再興を認めた。そして天文4年（1535年）には山内氏と毛利氏の間で講和が成立した。なお、直通の子である豊通には毛利興元の娘が嫁いでおり、一時、直通に代わって豊通が山内氏当主としての活動した形跡が見られるが、父の直通より先に死去したため、その後は再び直通が当主として活動していた。
山内氏と毛利氏の講和を脅威と見た尼子経久と詮久（後の晴久）は、天文5年（1536年）春に備後に侵攻し、山内氏の甲山城を攻略した。当初、詮久は山内家を断絶させるつもりであったが、直通の外孫である隆通に山内家の家督を相続させ、直通を隠居に追い込んだ。
その後、天文22年（1553年）に直通は死去した。